# Cephaloniscus sociabilis
Cephaloniscus sociabilis là một loài chân đều trong họ Platyarthridae. Loài này được Ferrara & Taiti miêu tả khoa học năm 1989.